# Камертон Дажбога
«Камертон Дажбога» (інша назва — «Зоряна Веда») — фантастичний роман українського письменника Олеся Бердника. Вперше виданий у 1996 році, є останнім романом у творчій спадщині письменника.
«Камертон Дажбога» є також назвою циклу творів Бердника зі спільними героями і сюжетною лінією, куди входять роман «Зоряний корсар», трилогія-феєрія «Суддя і любов», деякі уривкові публікації, а також однойменний роман (1996).

## Сюжет
Написаний через чверть століття після «Зоряного корсара», «Камертон Дажбога» продовжує сюжетну лінію, розпочату в попередньому романі. Протистояння ватажка космічної надцивілізації Ари могутнього Арімана та революціонерів-космократорів перенесено на Землю.
Криміналіст Григорій Бова, земне втілення космослідчого Меркурія, за допомогою експериментальної технології мандрівки у часі потрапляє в ХІХ століття задля визволення своєї коханої Галі Курінної, відправленої туди стараннями підступного Арімана. Галя у монастирі зустрічає черницю Марію (з'ясовується, що обоє дівчат є космократорами). Проте під час зворотної подорожі у часі трійця друзів потрапляє не у свій «рідний» час, а у 1948 рік. Дещо пізніше стає зрозумілим, що вони завдяки підступам Арімана потрапили не тільки не у свій час, а й не у свій світ. У паралельному вимірі сталіністська імперія у союзі з гітлерівцями шляхом превентивного ядерного удару розгромила західні «клептократії». У Мавзолеї лежить Троцький, а Ленін емігрував за кордон і розгорнув ідеологічну боротьбу проти союзу фашистів і сталіністів.
Майже відразу трійця чужинців потрапляє до «компетентних органів». Не вибивши покази силою, кати відправляють «потенційних шпигунів» до психіатричної установи. Проте не все так просто — керівник «психушки» теж космократор. Зрештою, всі космократори зустрічаються саме тут. Потім у гру вступає Зоряний корсар — ідейний наставник та янгол-охоронець гурту бунтівників. Задля виправлення часово-вимірного збурення, спричиненого втручанням Арімана, було вирішено відправити друзів у далеке п'ятитисячолітнє минуле — напівміфічні Троянові часи…

## Філософія Бердника в романі
Значне місце в романі займють філософські роздуми автора, розкриваються його світоглядні ідеали.
Гуманістичний запал прометея-Корсара, зоряного бунтівника й борця за щастя людей у «Камертоні Дажбога» дещо зміщується на образ нового Христа. Відповідно Аріман практично зливається з образом Люцифера. Матеріалістичне світобачення засуджується як таке, що започатковане Аріманом. Корсар-Христос пізнає світ внутрішньо, Любов'ю.
У цьому романі чи не найбільше з усієї художньої спадщини розкривається Бердникова ідеалістична філософія — проголошується ущербність «техногену», сумніви у фізичних законах Всесвіту, неможливість пізнання об'єктивної реальності як органами свого тіла, так і технічними засобами. Ідеалом є соліпсизм Любові, внутрішній камертон-всесвіт.
Первинними є, згідно з Бердником, інформація, ідея, свідомість, а не матеріальний світ.
Чималу увагу приділено езотериці. Головні герої, що втілюються у загадкових «троянових часах», потрапляють не у реальний світ далекого минулого, а у простір богів і чаклунів, ритуалів і міфічних істот. Загальну атмосферу підсилюють давньослов'янський антураж і альтернативна етимологія, яку Бердник активно використовує.

## Цікаві факти
- у романі «Зоряний корсар» не зазначається, у який час відбуваються основні події (лінія Бови і Курінної). За замовчуванням, очевидно, слід розуміти сучасність — тобто кінець 1960-х, час написання роману. У «Камертоні Дажбога» (написаний в середині 1990-х) вказується, що «рідним часом» Григорія Бови є дещо пізніший період — його посвідчення виписане в 1978 році;
- автор вводить у сюжетну лінію неіснуючі в реальності об'єкти та історичних осіб. Так, у 1970-х (як і дотепер) не було місячної наукової бази, не існувало міністра внутрішніх справ УРСР Куштенка;
- в обох романах неодноразово згадується селище Опішня на Полтавщині. Згідно з сюжетами романів, тут був директором горілчаного заводу батько Галі Курінної. Насправді в столиці українського гончарства ніколи не існувало горілчаного заводу;
- паспорт Курінної в «Камертоні Дажбога» було видано Опішнянським райвідділом МВС у 1970-му році, насправді ще в 1962 році Опішнянський район було розформовано, відповідно, жодного райвідділу, який би видавав паспорти, вже давно не існувало.

## Видання
1. Бердник О. Зоряна веда // Бердник О. Камертон Дажбога. — К.: Український письменник, 1996. — С. 281—470. — ISBN 5-333-01422-1.
2. Бердник О. Камертон Дажбога // Бердник О. Зоряний корсар. — К.: Тріада-А — «Афон» ВД, 2004. — С. 369—570. — (Серія «Всесвіт Олеся Бердника». Збірка творів у восьми томах). — ISBN 966-8290-06-2.